# Urmánczy Nándor
Urmánczy Nándor (Maroshévíz, 1868. október 1. – Maroshévíz, 1940. október 31.) képviselő, politikus, író, Magyarország Területi Épségének Védelmi Ligája harmadik elnöke.

## Életrajza

### Családja
Az erdélyi örmény Urmánczhi család leszármazottja.   Szülei Urmánczy János (1805–1876) és Novák Mária Magdolna (1836–1900). Egy sokgyermekes örmény polgári családba született. Nyolc testvére volt, négy fiú és négy leány. Brassóban kezdett tanulni, majd Budapesten folytatta ahol 1895-ben letette a jogi vizsgáit. Életének ezen szakaszában volt jegyző és főszolgabíró Küküllő és Maros-Torda vármegyékben. Ekkor jelent meg több verse, dala valamint sok szép helytörténeti monográfiája, amiért 1896-ban az Erdélyi Kárpát Egyesület a „Turistaság Bajnoka” címet adományozta neki. Korábbi válását követően 1908. október 24-én Budapesten házasságot kötött a házassági anyakönyvi bejegyzése szerint római katolikus, szintén elvált Freund Júlia Irénnel, Freund Ábrahám és Friedmann Katalin lányával.

### Politikai korszaka
1902 és 1918 között 16 éven át volt képviselő az Országgyűlésben. A Szabadelvű Pártból a Nemzeti Pártba távozott annak újjáalakulása után, melyet követett a Függetlenségi és Negyvennyolcas Pártba. Tökéletesen beszélt és írt angolul, franciául, németül és románul. Több könyve is megjelent ebben az időszakban. 1917-ben bevonult és Bukovinában harcolt. 1918 novemberében megalakította a Székely Nemzeti Tanácsot, 1919 elején kormánybiztossá nevezték ki. 1928-ban  küldöttséget vezetett Lord Rothermere angol újságvállalkozóhoz és miniszterhez, aki támogatta az irredenta mozgalmat. Csak 1940. október 23-án térhetett vissza szeretett szülőföldjére, ahol aztán néhány nap múlva elragadta a halál.

### Munkássága

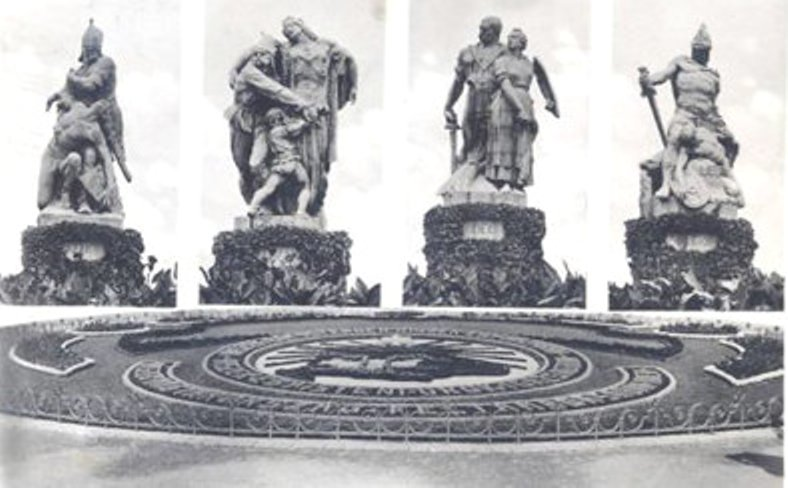
A budapesti Szabadság téri egykori irredenta szobrok és Ereklyés Országzászló. Balról jobbra „Kelet” (Csaba vezér), „Észak” (Hungária), „Dél” (Délvidék), „Nyugat” (Hadúr), középen az Ereklyés Országzászló

Az ő kezdeményezésére készültek el a budapesti Szabadság téren az Észak, Dél, Kelet és Nyugat szobrok, melyeket 1945 februárjában a betörő szovjet csapatok pusztítottak el, továbbá nevéhez fűződik Védők Ligája Szövetség alapítása, Lóczy Lajos, gróf Teleki Pál, Persay Ferenc, Karafiáth Jenő és Kelemen Kornél, Lázár Andor mellett; a Nemzeti Hiszekegy az ő indítványozására született az Országzászló mozgalom, a Honvédelmi Párt alapítása és még sok más is; az utóbbi első elnöke volt, mellette Persay Ferenc a korelnöke. Ö alapította és építtette Maroshévizen az első állami iskolát, továbbá az első maroshévízi újságot (Topliczai Hiradó, 1895). 1902-ben testvérével újból megalakították Maroshévízen az amatőr színjátszó társulatot.

## Emlékezete

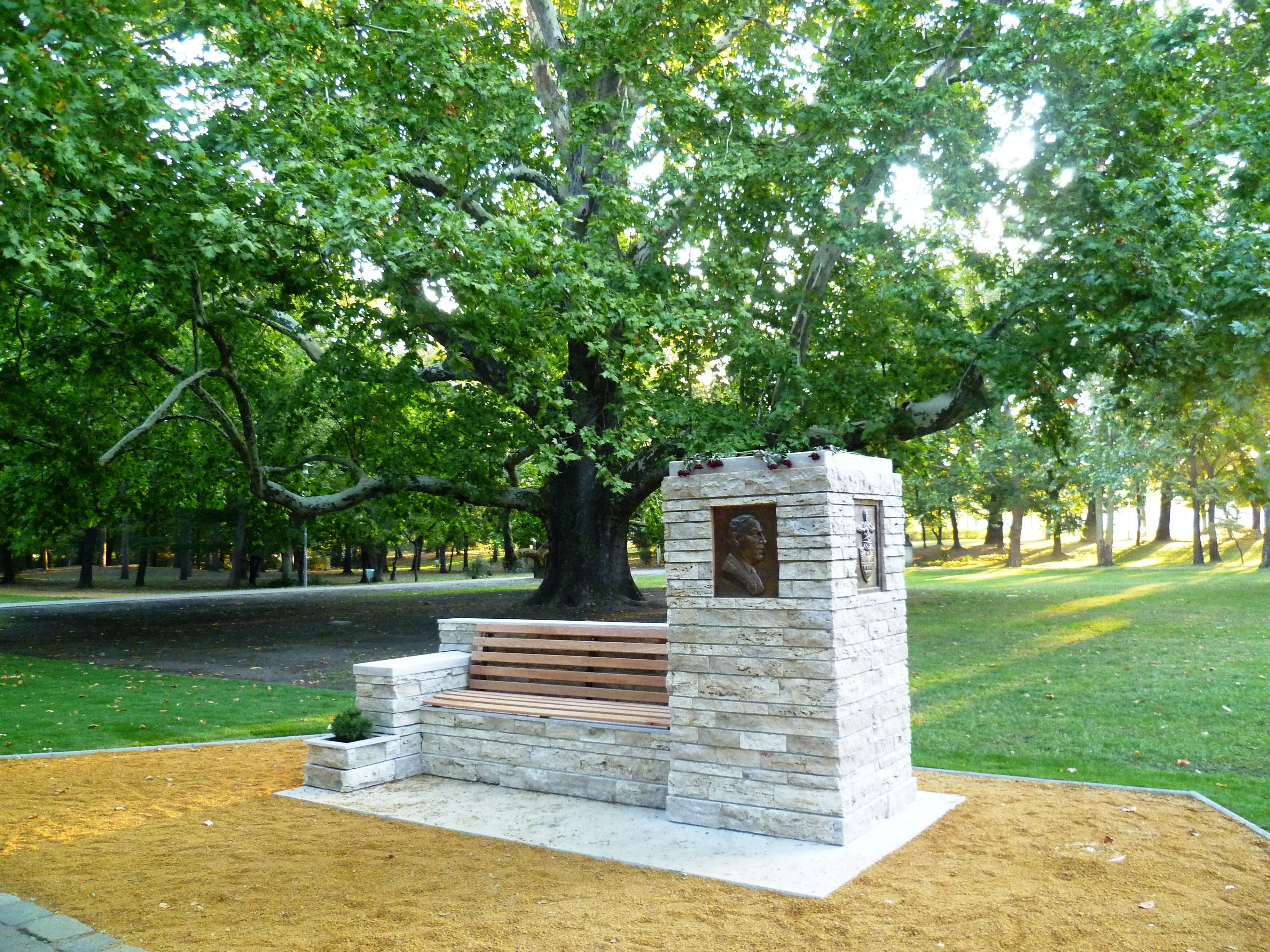
Urmánczy Nándor emlékpadja a Margitszigeten

1942 decemberében az Erdélyi Férfiak Egyesülete, Urmánczy tisztelete jeléül a Margitszigeten a kedvenc padja és két fája mellett, felállítottak egy 3 x 2 x1 méteres mészkő emlékpadot. Ezt Siklódy Lőrinc készítette el, és a Szent Mihály templom előtti sétányon egy platán alatt állt. E pad egyik oldalán csorgó, a másik oldalán egy kis oszlop, három mélyített domborművel: az egyiken Urmánczy profilja, a másodikon az Ereklyés Országzászló előtt szónokoló Urmánczy, a harmadikon az Erdélyi Férfiak Egyesülete címere volt látható, melyet Füredi Richárd készített és melyet a szovjet rendszer széttöretett.
Sírjánál József főherceg Országzászlót avatott és Maroshévíz díszpolgárává avatták.
2011. szeptember 5-én Maroshévízen Kövér László, a Magyar Köztársaság Országgyűlésének elnöke jelenlétében felavatták Urmánczy Nándor első köztéri szobrát.
A megsemmisült emlékpad újjáalkotott változatát – Módy Péter szobrászművész és Dani Gyula szobrász művét – 2013. október 1-jén, Urmánczy Nándor születésének 145. évfordulója alkalmából újból felállították a Margitszigeten. Az alkotást Tarlós István budapesti főpolgármester és Németh Szilárd országgyűlési képviselő, Csepel polgármestere avatták fel.
150. születésnapján, 2018. október 1-jén közterületi szobrot állítottak számára Csepelen, a Daru-domb mellett. Az emlékmű a közelben elhelyezett országzászlóra néz. Lelkes Márk szobrászművész alkotását Németh Szilárd, a Honvédelmi Minisztérium parlamenti államtitkára; Borbély Lénárd, Csepel polgármestere; valamint Czirják Károly, az Urmánczy Nándor Egyesület vezetője avatta fel. Az alkotást Kispál György csepeli plébános szentelte meg.